# Comité national olympique et sportif centrafricain
Le Comité National Olympique et Sportif Centrafricain, est le représentant de la République centrafricaine au Comité international olympique (CIO).

## Président
L'assemblée générale du Comité élit un Président parmi ses membres de droit, pour un mandat de quatre ans.
Son Président est Gilles Gilbert Grezenguet, élu lors de l'Assemblée générale réunie le 25 juillet 2015. Jacob Gbéti a précédemment exercé les fonctions de Président du comité durant plus de 28 ans de 1987 à 2015.

## Affiliations
Il appartient à l'Association des comités nationaux olympiques d'Afrique.
Le comité est fondé le 20 mai 1961 sous le nom de Comité National Olympique Centrafricain et est reconnu par le Comité international olympique en 1965.